# 브르타뉴의 국가
내 아버지의 옛 땅(Bro Gozh ma Zadoù)은 프랑스령 브르타뉴의 국가이다. 1856년 제임스 부자가 작사·작곡한 웨일스의 국가를 1897년 브르타뉴 민족주의 운동가 프랑수아 자프렌누(François Jaffrennou)가 웨일스어에서 브르타뉴어로 번역한 것이다. 1903년 브르타뉴 지역연합 회의에서 브르타뉴 지역의 찬가로 채택되었다.

## 가사
| 브르타뉴어 가사 | 한국어 번역 |
| Ni, Breizhiz a galon, karomp hon gwir vro! Brudet eo an Arvor dre ar bed tro-dro. Dispont 'kreiz ar brezel, hon tadoù ken mat, A skuilhas eviti o gwad. O! Breizh, ma bro, me 'gar ma bro. Tra ma vo mor 'vel mur 'n he zro, Ra vezo digabestr ma bro! Breizh, douar ar Sant Kozh, douar ar varzhed, N'eus bro all a garan kement 'barzh ar bed. Pep menez, pep traoñienn d'am c'halon zo ker, Eno 'kousk meur a Vreizhad taer! Ar Vretoned 'zo tud kalet ha kreñv. N'eus pobl ken kalonek a-zindan an neñv. Gwerz trist, son dudius a ziwan enno. O! pegen kaer ez out, ma bro! Mard eo bet trec'het Breizh er brezelioù bras, He yezh a zo bepred ken bev ha biskoazh, He c'halon virvidik a lamm c'hoazh 'n he c'hreiz. Dihunet out bremañ, ma Breizh! | 우리 브르타뉴인은 마음을 다해 우리의 진정한 조국을 사랑하네 온 세계에 이름을 떨친 아르모리카여 전장에서 어떠한 두려움도 없이, 우리의 아버지들은 그대를 위해 피를 흘렸다네. 브르타뉴, 나의 나라, 사랑하는 나의 나라여 바다가 견고한 벽처럼 둘러싸고 있는 한 언제까지나 자유로워라, 나의 나라여! 브르타뉴, 오랜 성자들의 땅, 시인들의 땅이여, 그대만큼 내가 사랑하는 나라는 더 없다네 모든 산, 모든 언덕은 내 마음에 가장 사랑스럽도다, 그곳엔 수많은 영웅적인 브르타뉴인들이 잠들어 있기에. 브르타뉴인, 강인하고 용맹한 민족이여 이 하늘 밑의 어떠한 민족도 그들만큼 용감하지 않았네, 그들이 슬픈 궤르즈를 부를 때나 기쁜 노래를 부를 때나 오, 이토록 아름다운 나의 나라여! 언젠가 브르타뉴가 싸움에서 패할 때가 있더라도 그 언어는 언제까지나 살아 숨쉬리라 불타는 심장이 그 가슴 속에 뛰고 있기에, 이제 깨어나라, 나의 브르타뉴여! |

## 같이 보기
- 웨일스의 국가
- 콘월의 국가